# W krainie ognia i lodu
W krainie ognia i lodu (ang. Fire & Ice) – rumuński telewizyjny film fantasy z 2008 roku w reżyserii Pitofa. Zdjęcia kręcono w Bukareszcie.

## Fabuła
Królestwo Carpii jest atakowane przez smoka, który sieje grozę, śmierć i zniszczenie...

## Główne role
- Amy Acker	- księżniczka Luisa
- Tom Wisdom - Gabriel
- John Rhys-Davies - Sangimel
- Arnold Vosloo - król Augustin
- Oana Pellea - królowa Remini
- Răzvan Vasilescu - Paxian Ru
- Cabral Ibacka - Pontiero
- Ovidiu Niculescu - król Quilok
- Loredana Groza - Lila